# Konzilsgedächtniskirche Lainz-Speising

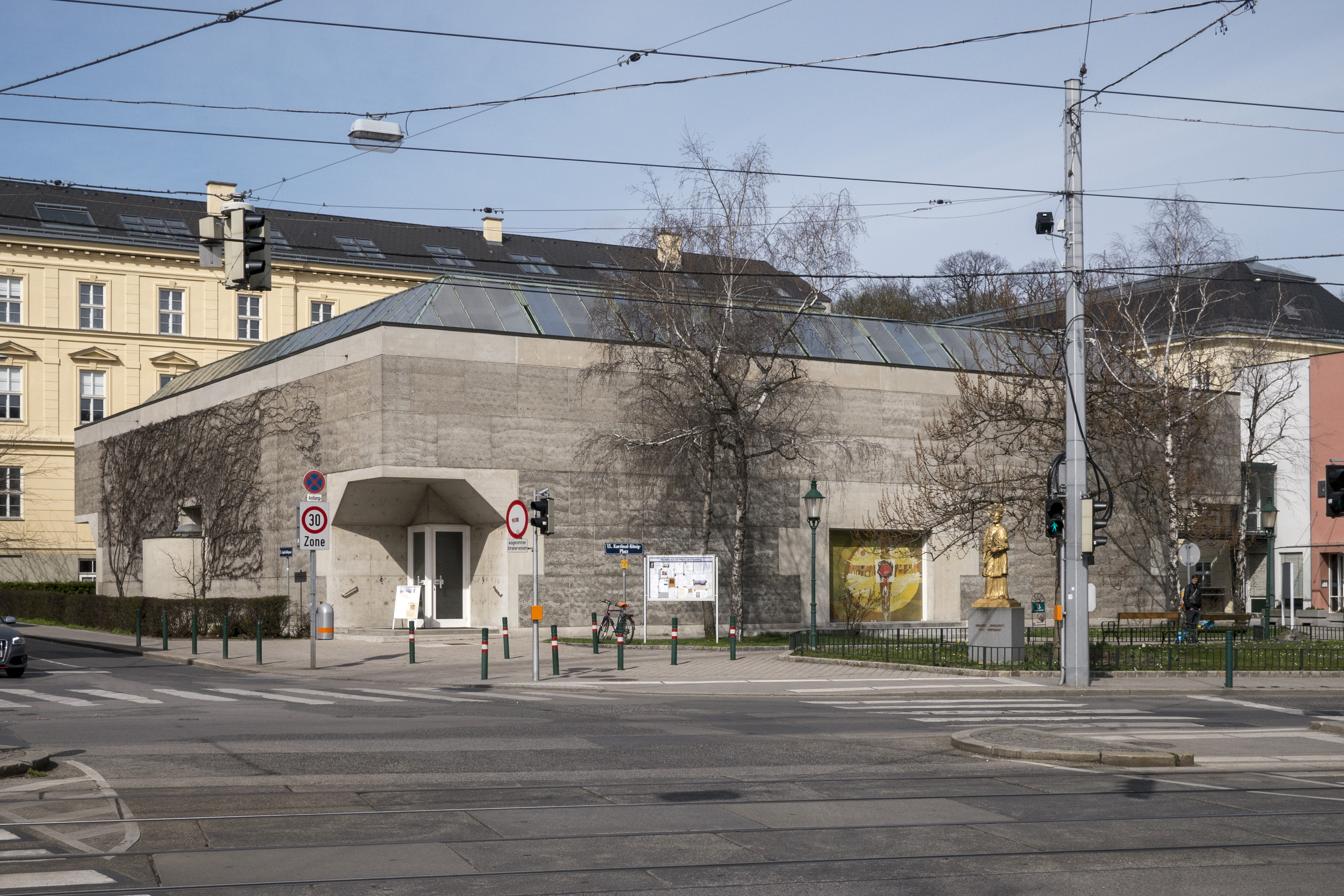
Konzilsgedächtniskirche

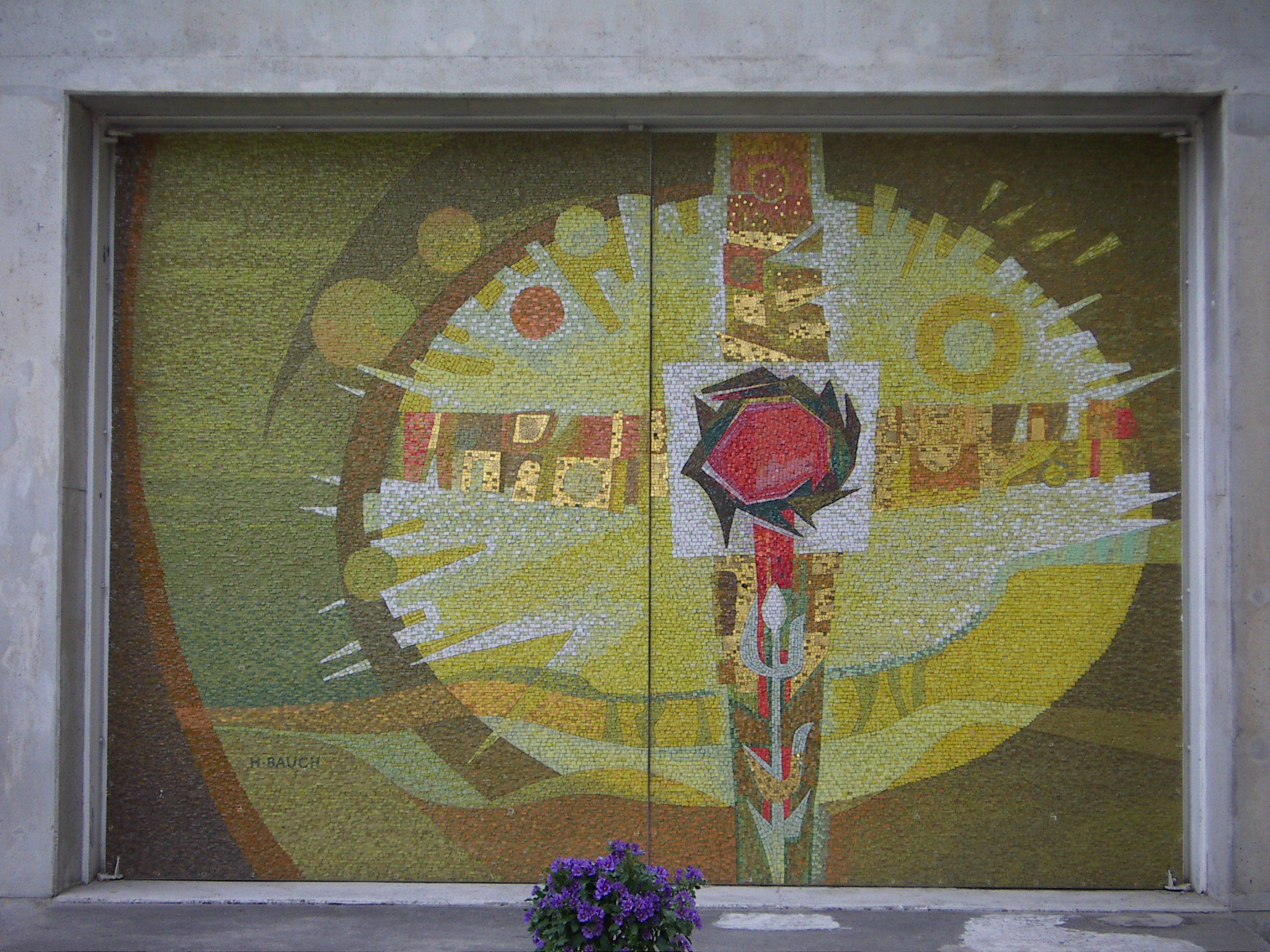
Mosaikeingang von Hermann Bauch

Die Konzilsgedächtniskirche Lainz-Speising ist eine römisch-katholische Pfarrkirche im Bezirksteil Lainz im 13. Wiener Gemeindebezirk Hietzing am Kardinal-König-Platz 1.

## Kirche
Die Kirche wurde in unmittelbarer Nähe zur alten Lainzer Pfarrkirche an der Lainzer Straße 154a nach dem Entwurf des Architekten Josef Lackner aus dem Jahre 1966 in den Jahren 1967 bis 1968 errichtet. Der Orden der Jesuiten stimmte davor dem Abbruch der Ordenskapelle zu. Den eingeschränkten Architektenwettbewerb gewannen Josef Lackner und Ottokar Uhl geteilt mit dem 2. Platz. Ein erster Platz wurde nicht vergeben. Den Auftrag erhielt dann Lackner.
Das Gebäude erscheint neben der Lainzer Straße als breit gelagerter, niedriger Kubus und ist ein quadratischer Zentralbau. Auffallend sind die vier in den Gebäudeecken eingefügten Eingänge. Von außen soll die Kirche an ein Fabrikgebäude erinnern. Die Fassade ist mit fünf Reihen Leca-Betonsteinen, wie auch mit feiner glatter Betonstruktur gestaltet.

## Ehemalige Pfarrkirche
Davor stand hier eine relativ schlichte neuromanische Kirche, die 1885/86 nach Plänen von J. Mick erbaut. Sie war Ordens- und Kollegiumskirche der Jesuiten und wurde 1965 für die neue Kirche abgerissen. Es war eine Dreifaltigkeitskirche, die Pfarre behielt dieses Patrozinium.

## Organisation der Pfarre ab 2025
Die Pfarre Lainz-Speising Allerheiligste Dreifaltigkeit ist bis Ende 2024 eine römisch-katholische Pfarrgemeinde. Sie gehörte ursprünglich zur Pfarre Penzing. Heute ist sie Teil im Stadtdekanat 13 im Vikariat Wien-Stadt.
Mit Wirksamkeit vom 1. Jänner 2025 wird das Gebiet der Pfarre um das Gebiet der bisherigen römisch-katholischen Pfarre St. Hubertus und St. Christophorus am Lainzer Tiergarten erweitert. Die Pfarre führt dann den Namen „Pfarre am Lainzerbach“.
Zuständig ist die Pfarre auch für das Orthopädische Spital Speising (Kirche Hl. Josef) und die Hummelkapelle am Küniglberg (Kapelle Hl. Familie).
Ab 2025 ist P. Dr. Stefan Hengst SJ, der bisher bereits Pfarrprovisor in den beiden betroffenen Pfarren war, auch Pfarrprovisor der neuen Pfarre. Ihm sind zwei Kapläne zugeordnet.